# 286693 Kodaitis
286693 Kodaitis è un asteroide della fascia principale. Scoperto nel 2002, presenta un'orbita caratterizzata da un semiasse maggiore pari a 3,1635733 UA e da un'eccentricità di 0,2316214, inclinata di 16,13933° rispetto all'eclittica.